# Dolospingus fringilloides
Dolospingus fringilloides е вид птица от семейство Тангарови (Thraupidae), единствен представител на род Dolospingus.

## Разпространение
Видът е разпространен в Бразилия, Венецуела, Гвиана и Колумбия.